# Ankara (material)

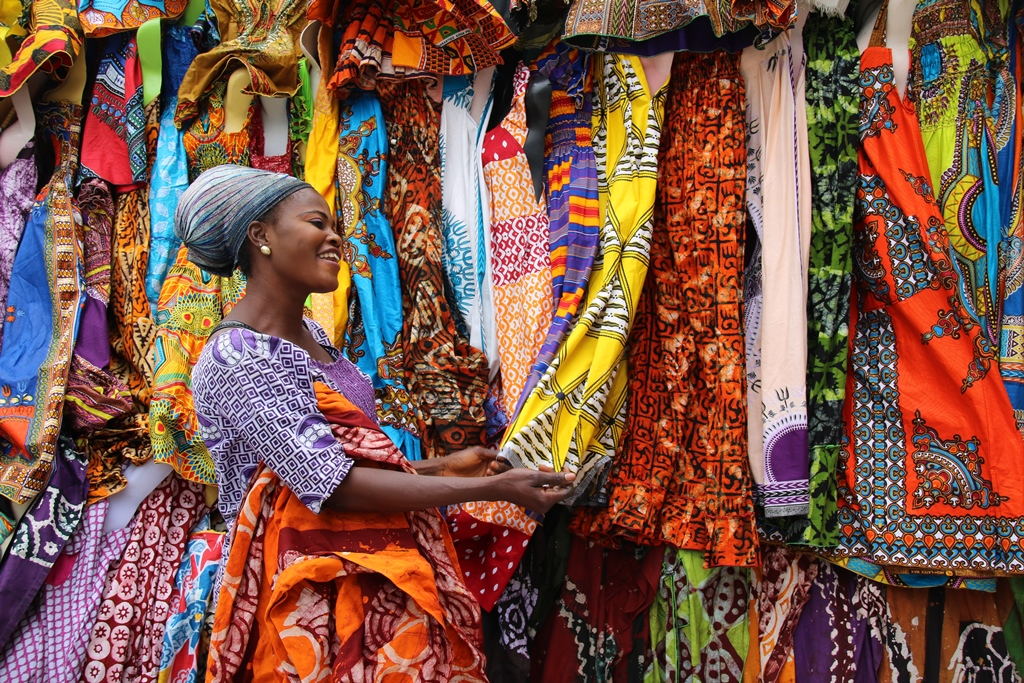
Senhora que vende tecidos coloridos com cera no Togo

Ancara, Estampas de cera africanas ou estampas de cera holandesas são materiais onipresentes e comuns para roupas na África Ocidental e na África Central. Eles foram apresentados aos africanos ocidentais e centrais por comerciantes holandeses durante o século XIX, que se inspiraram na técnica nativa da Indonésia e nos designs de tecido Akwete. Eles começaram a adaptar seus designs e cores para atender aos gostos do mercado africano. São panos de algodão coloridos produzidos industrialmente com estampas inspiradas no batik. Uma característica desses materiais é a falta de diferença na intensidade da cor da frente e do verso. Ele pode ser classificado em categorias de qualidade devido aos processos de fabricação.
Normalmente, os ancaras são vendidos em comprimentos de 11 metros como "peça completa" ou 5,5 metros como "meia peça". As cores obedecem às preferências locais dos clientes. Normalmente, roupas para festas são feitas com esse tecido.
As impressões de cera são um tipo de comunicação não-verbal entre as mulheres africanas e, assim, transmitem suas mensagens ao mundo.  Algumas impressões de cera são nomeadas em homenagem a personalidades, cidades, edifícios, provérbios ou ocasiões. O fabricante, o nome do produto e o número de registro do desenho são impressos na ourela (extremidade mais grossa do tecido, que serve de acabamento), protegendo o desenho e atestando a qualidade do tecido. Os ancaras constituem bens de capital para as mulheres africanas. Eles são, portanto, frequentemente retidos com base em seu valor de mercado percebido. Na África Subsaariana, esses têxteis têm um volume de vendas anual de 191 mulhões de metros, com um custo médio de produção de R$ 13,66 bilhões e valor de varejo de R$ 21,06 bilhões.
Gana tem um consumo anual de têxteis de cerca de 120 milhões de metros. Os três maiores fabricantes locais, Akosombo Textiles Limited (ATL), Ghana Textiles Print (GTP) e Printex, produzem 2,7 milhões de metros, enquanto 9,1 milhões de metros vêm de importações asiáticas contrabandeadas e baratas.
O Grupo Vlisco, proprietário das marcas Vlisco, Uniwax, Woodin e GTP, produziu 53,8 milhões de metros de tecido em 2011. As vendas líquidas foram de R$ 40,23 milhões. Em 2014, os 64 milhões de metros de tecido da Vlisco foram produzidos na Holanda, rendendo um faturamento de cerca de R$ 1.7 bilhão.

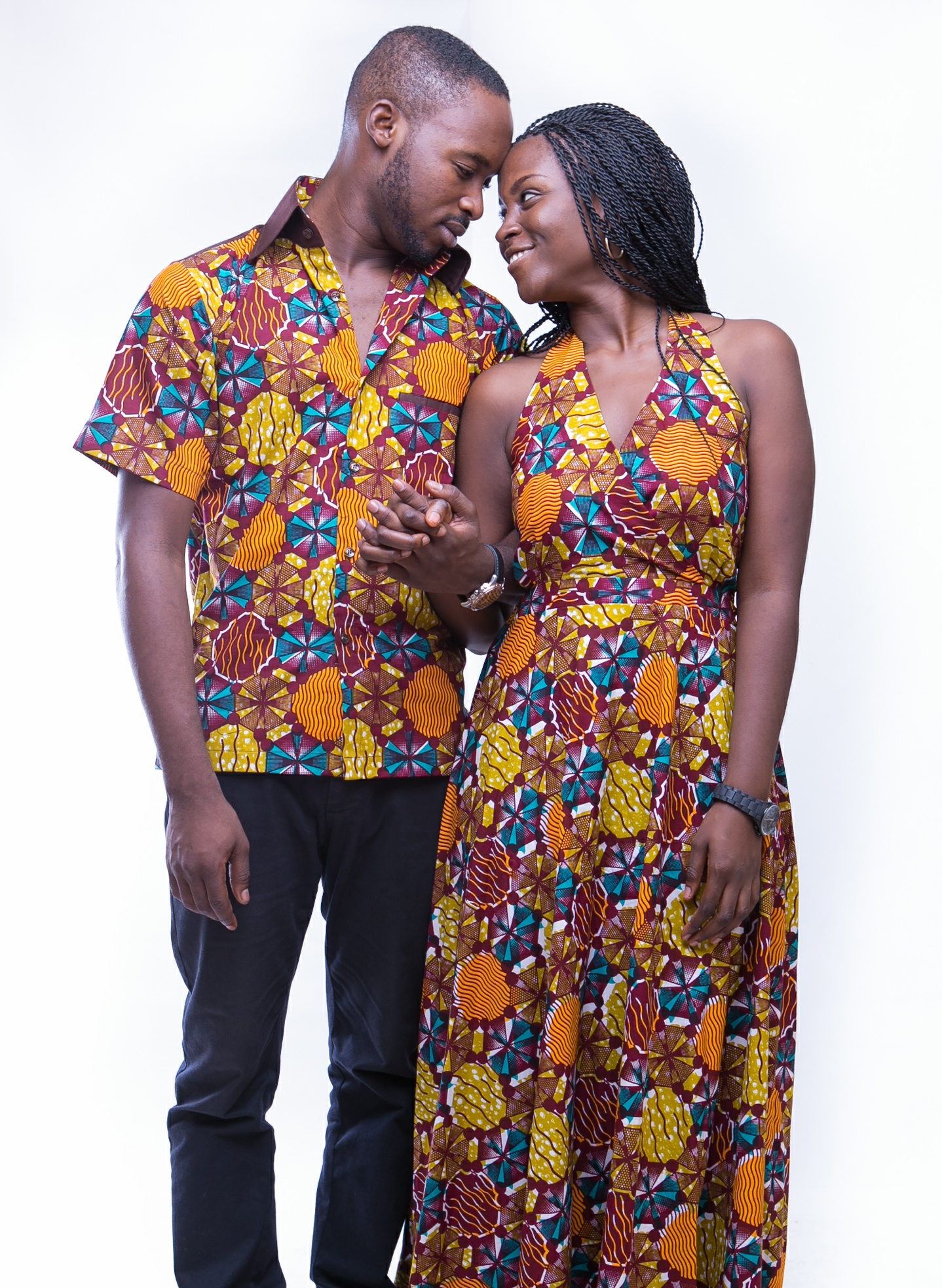
Casal utilizando roupas de tecidos ankara

## História
O processo para fazer o ankara é originalmente influenciado pelo batik, um método indonésio (javanês) de tingir tecidos usando técnicas de resistência à cera. Para o batik, a cera é derretida e depois estampada no pano em branco. A partir daí, o pano é embebido em corante, que é impedido de cobrir todo o pano pela cera. Se forem necessárias cores adicionais, o processo de cera e imersão é repetido com novos padrões.
Durante a colonização holandesa da Indonésia, comerciantes e administradores holandeses se familiarizaram com a técnica do batik. Graças a esse contato, os proprietários de fábricas têxteis na Holanda, como Jean Baptiste Theodore Prévinaire e Pieter Fentener van Vlissingen, receberam exemplos de tecidos de batik na década de 1850, se não antes, e começaram a desenvolver processos de impressão de máquina que poderiam imitar o batik. Eles esperavam que essas imitações feitas à máquina muito mais baratas pudessem competir com os batiks originais no mercado indonésio, efetuando a aparência do batik sem todo o trabalho intensivo necessário para fazer a coisa real.
A tentativa de Prévinaire, parte de um movimento mais amplo de inovação têxtil industrial em Haarlem, foi a mais bem-sucedida. Em 1854, ele havia modificado uma Perrotine, a máquina mecânica de impressão em bloco inventada em 1834 por Louis-Jérôme Perrot, para aplicar uma resina em ambos os lados do tecido. Essa resina aplicada mecanicamente ocupou o lugar da cera no processo de batik.
Outro método, usado por várias fábricas, incluindo a de Prévinaire e van Vlissingen, usaram a tecnologia de impressão a rolo inventada na Escócia, na década de 1780.
Infelizmente para os holandeses, esses tecidos resistentes à cera de imitação não penetraram com sucesso no mercado de batik. Entre outros obstáculos, faltava às imitações o cheiro característico de cera do tecido batik.
No entanto, a partir da década de 1880, eles foram bem recebidos na África Ocidental, quando navios mercantes holandeses e escoceses começaram a introduzir os tecidos nesses portos. A demanda inicial pode ter sido impulsionada pelo gosto pelo batik desenvolvido pelos Belanda Hitam, africanos ocidentais recrutados entre 1831 e 1872, na Costa do Ouro holandesa, para servir no exército colonial holandês na Indonésia. Muitos membros do Belanda Hitam retiraram-se para Elmina, na moderna Gana, onde podem ter sido responsáveis por um mercado inicial para a imitação holandesa de batik.
O sucesso do comércio na África Ocidental levou outros fabricantes, incluindo fabricantes escoceses, ingleses e suíços, a entrar no mercado. As estampas de cera holandesas rapidamente se integraram ao vestuário africano, às vezes sob nomes como "Veritable Dutch Hollandais" e "Wax Hollandais". As mulheres usaram os tecidos como meio de comunicação e expressão, sendo que certos padrões foram usados como uma linguagem compartilhada, com significados amplamente compreendidos. Muitos padrões começaram a receber nomes cativantes. Com o tempo, as estampas tornaram-se mais de inspiração africana e de propriedade africana em meados do século XX. Eles também começaram a ser usados como roupas formais por líderes, diplomatas e pela população abastada.

## Produção de tecidos estampados a cera
O método de Prévinaire para a produção de tecido de imitação de batik procede da seguinte forma. Uma máquina de impressão em bloco aplica resina em ambos os lados do tecido. É então submerso no corante, a fim de permitir que o corante não seja absorvido nas partes do tecido cobertas de resina. Este processo é repetido, para construir um desenho colorido no tecido. Vários blocos de carimbo de madeira seriam necessários para cada cor dentro do design. O pano é então fervido para retirar a resina que costuma ser reaproveitada.
Às vezes, a resina no pano pode ser enrugada para formar rachaduras ou linhas que são conhecidas como "crackles". Os tecidos produzidos na Inglaterra e na Holanda tendiam a ter mais rachaduras na resina do que os produzidos na Suíça. Devido aos longos estágios de sua produção, as impressões de cera são mais caras de fazer do que outros tecidos impressos comerciais, mas seus designs acabados são claros em ambos os lados e têm combinações de cores distintas.

## Fabricantes de impressão de cera
Após uma fusão em 1875, a empresa fundada por Prévinaire tornou-se Haarlemsche Katoenmaatschappij (Haarlem Cotton Company). A Haarlemsche Katoenmaatschappij faliu durante a Primeira Guerra Mundial e seus cilindros de impressão de rolos de cobre foram comprados pela empresa de van Vlissingen. Em 1927, a empresa de van Vlissingen foi renomeada como Vlisco.
Antes da década de 1960, a maior parte do tecido de cera africano vendido na África Ocidental e Central era fabricado na Europa. Hoje, a África é o lar da produção de impressões em cera de alta qualidade. Fabricantes em toda a África incluem ABC Wax, Woodin, Uniwax, Akosombo Textiles Limited (ATL) e GTP (Ghana Textiles Printing Company), sendo os três últimos parte do Grupo Vlisco. Essas empresas ajudaram a reduzir os preços das impressões de cera africanas no continente em comparação com as importações europeias.

## Estampas africanas chiques
Os tecidos caros de cera produzidos são cada vez mais imitados por formas alternativas de fabricação. Os chamados "tecidos chiques" são produzidos em um processo de impressão. Projetos caros são impressos digitalmente.
Tecidos extravagantes em geral são imitações baratas, produzidas industrialmente das estampas de cera e são baseadas em estampas da indústria. Tecidos extravagantes também são chamados de imiwax, impressão Java, impressão de rolo, fantasia ou le légos. Esses tecidos são produzidos para o consumo em massa e representam efemeridade e caducidade. Os tecidos chiques são mais intensos e ricos em cores do que as estampas de cera e são impressos em apenas um lado.
Quanto às impressões de cera, o fabricante, o nome do produto e o número de registro do desenho são impressos na ourela (aba de acabamento do tecido). Mesmo os tecidos sofisticados variam de acordo com uma certa moda. Os tecidos são limitados em quantidade e desenho e por vezes são vendidos exclusivamente em lojas próprias.

No início, as impressões sofisticadas eram feitas com rolos de metal gravados, mas, mais recentemente, são produzidas usando o processo de serigrafia rotativa. A produção desses tecidos de impressão de cera de imitação permite que aqueles que não podem pagar pelas impressões de cera importadas da Europa possam comprá-los. Os designs de impressão sofisticados geralmente imitam ou copiam os designs de designs de impressão de cera existentes, mas como são mais baratos de fazer, os fabricantes tendem a correr riscos e experimentar novos designs.